# جيمس كيتش
جيمس كيتش (بالإنجليزية: James Keach)‏ هو كاتب سيناريو وممثل أمريكي، ولد في 7 ديسمبر 1947 في الولايات المتحدة.

## أعمال

### أفلام
- (2001) التمويه[7]
- (2005) السير على الخط[8]

## وصلات خارجية
- جيمس كيتش على موقع IMDb (الإنجليزية)
- جيمس كيتش على موقع ألو سيني (الفرنسية)
- جيمس كيتش على موقع ميوزك برينز (الإنجليزية)
- جيمس كيتش على موقع أول موفي (الإنجليزية)
- جيمس كيتش على موقع بوكس أوفيس موجو (الإنجليزية)
- جيمس كيتش على موقع قاعدة بيانات الأفلام السويدية (السويدية)
- جيمس كيتش على موقع إن إن دي بي (الإنجليزية)
- جيمس كيتش على موقع ديسكوغز (الإنجليزية)
- جيمس كيتش على موقع قاعدة بيانات الفيلم (الإنجليزية)
- جيمس كيتش على موقع كينوبويسك (الروسية)